# Glansbrosking
Glansbrosking (Marasmius cohaerens) är en svampart som först beskrevs av Alb. & Schwein., och fick sitt nu gällande namn av Cooke & Quél. 1878. Glansbrosking ingår i släktet Marasmius och familjen Marasmiaceae.  Arten är reproducerande i Sverige. Inga underarter finns listade i Catalogue of Life.